# State Parks in New Mexico
Dies ist eine Liste der State Parks im US-Bundesstaat New Mexico. Am 31. August 1933 wurde von Gouverneur Arthur Seligman die New Mexico State Park Commission ins Leben gerufen. Im Rahmen des New Deal wurden über das Civilian Conservation Corps 56 000 junge Männer beschäftigt.
Seitdem sind 34 State Parks entstanden, die jährlich von über 4 Millionen Besuchern frequentiert werden. Zwischen 2004 und 2008 wurden unter Gouverneur Bill Richardson die staatlichen Zuwendungen von 7,7 Millionen auf 12,8 Millionen Dollar erhöht. Zudem engagieren sich 2008 Freiwillige in 307500 ehrenamtlich geleisteten Stunden, das entspricht einem Gegenwert von 4,1 Millionen eingesparten Dollars oder 147 Vollzeitkräften.

## Alphabetische Auflistung
- Bluewater Lake State Park
- Bottomless State Park
- Brantley Lake State Park
- Caballo Lake State Park
- Cerrillos Hills State Park
- Cimarron Canyon State Park
- City of Rocks State Park
- Clayton Lake State Park
- Conchas Lake State Park
- Coyote Creek State Park
- Eagle Nest Lake State Park
- Elephant Butte State Park
- El Vado Lake State Park
- Fenton Lake State Park
- Heron Lake State Park
- Hyde Memorial State Park
- Leasburg Dam State Park
- Living Desert Zoo & Gardens State Park
- Manzano Mountains State Park
- Mesilla Valley Bosque State Park
- Morphy Lake State Park
- Navajo Lake State Park
- Oasis State Park
- Oliver Lee Memorial State Park
- Pancho Villa State Park
- Percha Dam State Park
- Rio Grande Nature Center State Park
- Rockhound State Park
- Santa Rosa Lake State Park
- Storrie Lake State Park
- Sugarite State Park
- Summer Lake State Park
- Ute Lake State Park
- Villanueva State Park

## Galerie

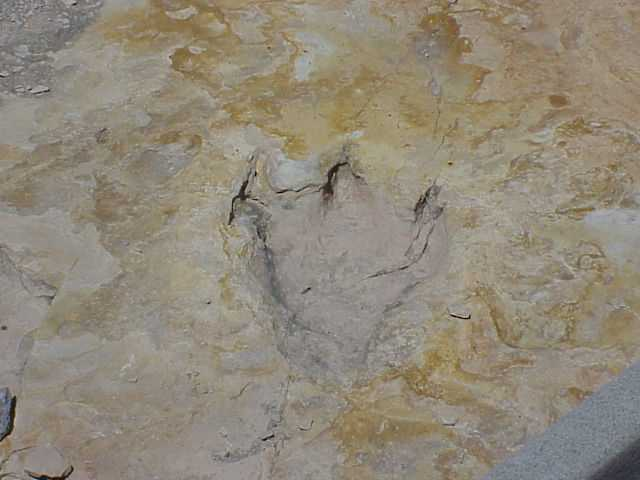
Saurierabdruck im Clayton Lake State Park
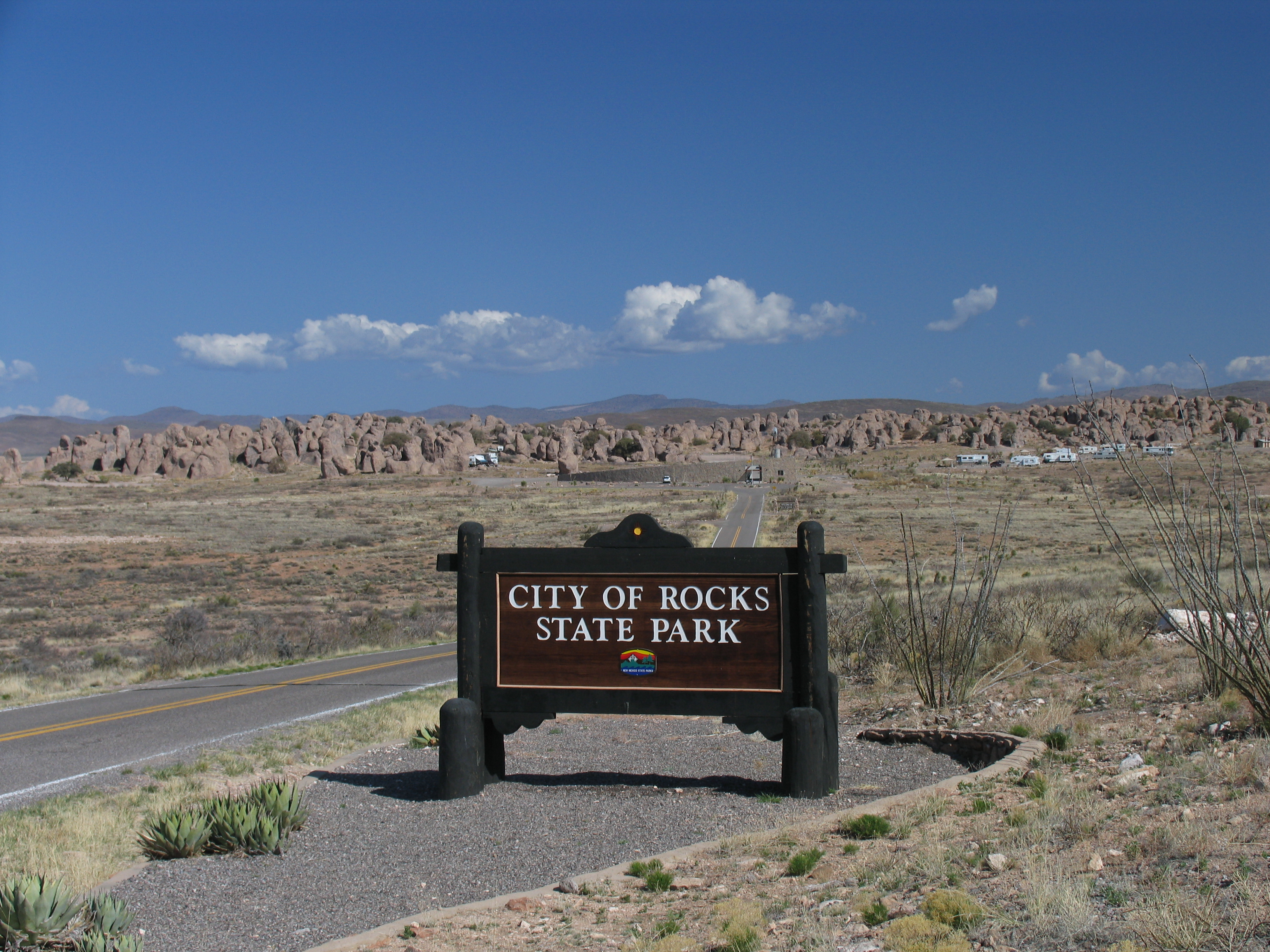
City of Rocks State Park
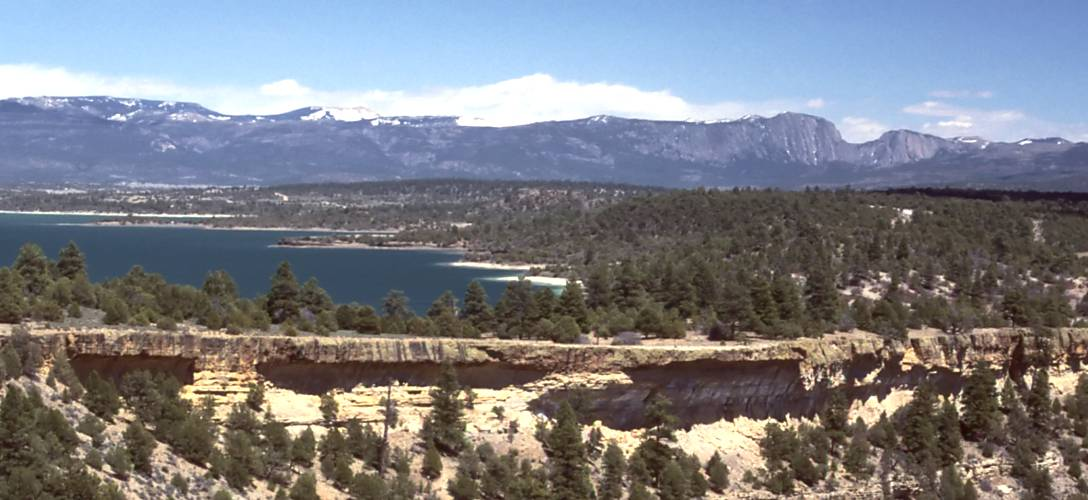
Heron Lake State Park
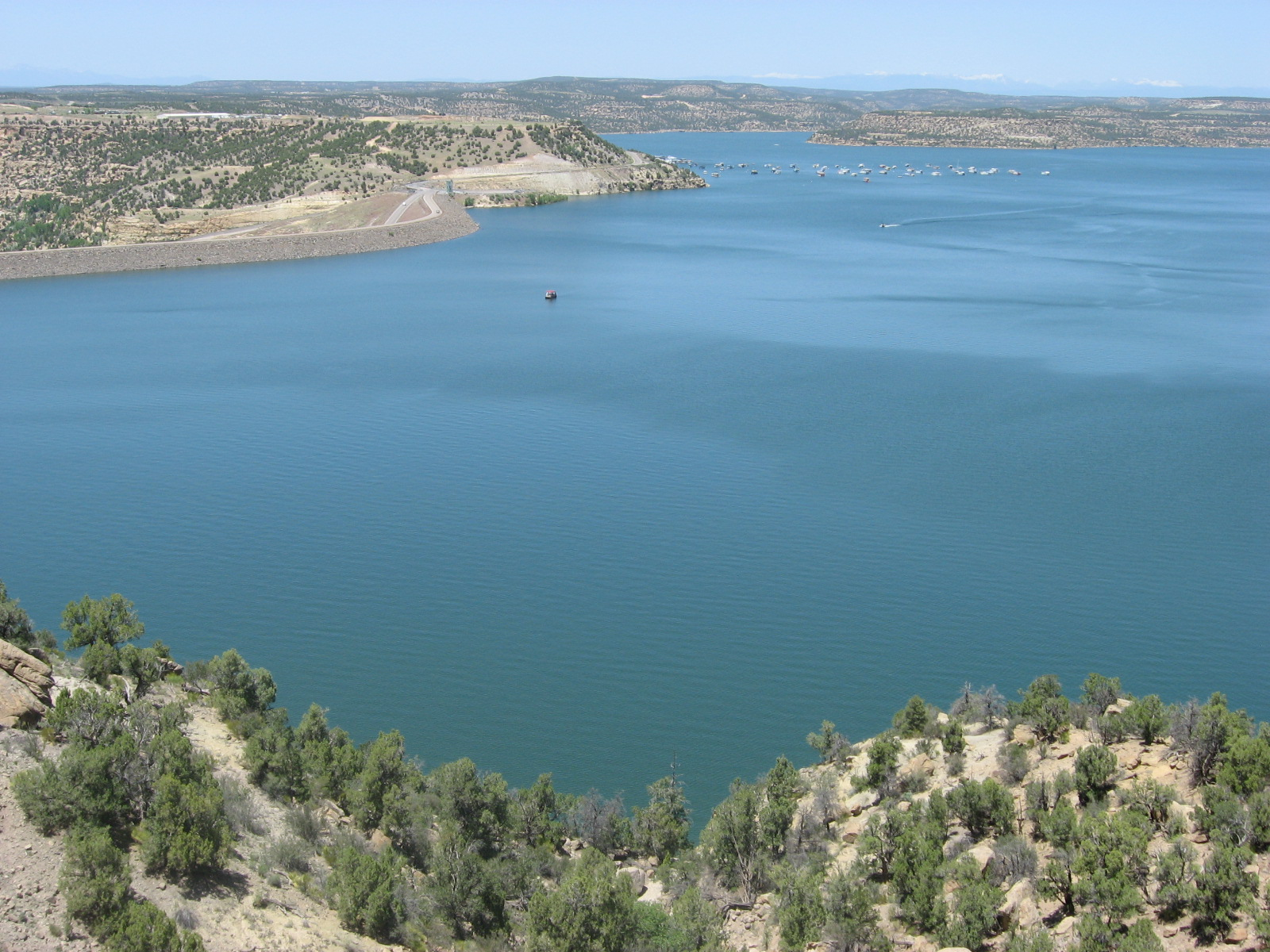
Navajo Lake State Park
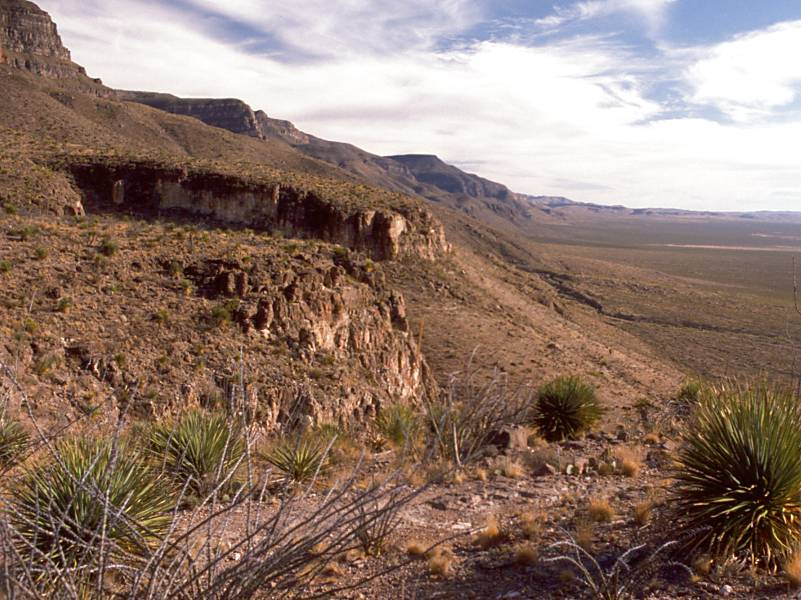
Oliver Lee Memorial State Park

## Verweise
1. ↑  http://www.emnrd.state.nm.us/prd/Media%20Releases/documents/PR-ParksNewMexicoStateParksCelebratesLaborDayandits75thBirthdayAug29Sept1.pdf
2. ↑  http://www.emnrd.state.nm.us/prd/Media%20Releases/documents/PR-ParksStateParksCelebrates75thAnniversary2.pdf